# Dinotrema aestivum
Dinotrema aestivum är en stekelart som beskrevs av Vladimir Ivanovich Tobias 2004. Dinotrema aestivum ingår i släktet Dinotrema och familjen bracksteklar. Inga underarter finns listade i Catalogue of Life.